# 視連
視連（しれん、349年? - 390年?）は、吐谷渾の首長。

## 生涯
辟奚の長男として生まれた。辟奚の3人の弟が殺害されると、辟奚は憂憤のあまり国政を執れなくなってしまったため、視連が摂政し、「莫賀郎」と号した。辟奚が死去すると、視連が後を嗣いだ。父の死後は7年間政治を執らず、飲酒や遊猟をしなかった。389年、西秦の乞伏乾帰と通交して、白蘭王に封じられた。 在位15年して死去した。享年は42。2人の子があり、長男を視羆といい、末子を烏紇提といった。視羆が後を嗣いだ。

## 参考資料
- 『晋書』四夷伝
- 『宋書』鮮卑吐谷渾伝
- 『魏書』吐谷渾伝
- 『北史』四夷伝下